# Pristimantis tamsitti
Pristimantis tamsitti es una especie de anfibio anuro de la familia Craugastoridae.

## Distribución
Esta especie es endémica de la vertiente oriental de la Cordillera Oriental en Colombia. Habita en los departamentos de Caquetá y Huila entre los 1350 y 2040 m de altitud.

## Descripción
El holotipo mide 55.5 mm.

## Etimología
Esta especie lleva el nombre en honor a James Ray Tamsitt.

## Publicación original
- Cochran & Goin, 1970 : Frogs of Colombia. United States National Museum Bulletin, vol. 288, p. 1-655[5]